# Auget
 (septembre 2017).
Un auget est une petite auge. C'est aussi un terme d'architecture et construction qui peut signifier :
Anciennement :
- Auget - Scellement des lambourdes (gîtage en bois) sur l'aire d'un plancher pour recevoir du parquet. Ces augets se font avec de petits plâtras et plâtre entre chaque lambourde.
- Auget - Maçonnerie de gros plâtre pur que l'on fait entre chaque chevron de comble ou entre chaque solive après avoir latter à claire-voie le dessous du plancher et garni de planches chaque entre-deux de solive pour retenir le plâtre. Ces augets se font de deux manières en gorge ou bien droits.
- Auget - Espèce de petite coquille que font les poseurs avec du plâtre au bord d'un joint de pierre et qu'ils garnissent de coulis pour remplir ce joint. On le nomme aussi abreuvoir.
- Roue à augets, roue mue par la force aquatique dont les compartiments cloisonnés sont appelés des augets.